# Desirée (futebolista)
Desirée da Silva Leonardo (19 de março de 1993), mais conhecida como Desirée, é uma jogadora de futsal brasileira que atua como goleira. Atualmente joga pelo Taboão/Magnus.[carece de fontes?] Em 2023 foi convocada pela Seleção Brasileira de Futsal Feminino para a disputa da Copa América desse ano, torneio vencido pela equipe brasileira sobre a anfitriã Argentina.
Aos 17 anos jogou pelo time de futsal da cidade de Praia Grande, onde foi campeã invicta da Copa "Expresso Popular", depois seguindo carreira por várias equipes paulistas, até chegar ao Taboão/Magnus em 2021. No seu time atual foi campeã da Libertadores de 2022.